# Gʻulom Zafariy
Gʻulom Zafariy (in kyrillischer Schrift Ғулом Зафарий, russisch Гулям Зафари Guljam Safari, häufig Ghulam Zafariy; * 1889; † 1938 oder 1944) war ein usbekischer Schriftsteller aus Taschkent. Er gilt als Begründer der usbekischen Opernkunst.
Zafariy stammte ursprünglich aus Taschkent, wirkte jedoch zwischen 1912 und 1914 in Osch. 1914, also in der Zeit des Dschadidismus, erschien sein Bühnenwerk Baxtsiz shogird („der unglückliche Schüler“). Sein bedeutendstes Werk war Halima (1919), die erste in Zentralasien verfasste Oper. Dieses Werk war während der 1920er-Jahre und der frühen 1930er in der gesamten Region sehr populär und verwendete viele bekannte Melodien, weswegen Zafariy „Ethnographismus“ vorgeworfen wurde. Es ist anhand eines Manuskripts einer Aufführung im Jahr 1926 überliefert, wurde jedoch nicht publiziert. Unter Zafariys weiteren Produktionen sind Chin Temir botir („der wahre Held Timur“), Erk bolalar („freie Kinder“) und Bahor („Frühling“).